# Диллон, Элис
Элис Диллон (англ. Eilís Dillon, 7 марта 1920, Голуэй, — 19 июля 1994, Клара) — ирландская писательница, автор 50 книг. Её книги переведены на 14 языков.

## Биография
Элис родилась в семье борцов за независимость Ирландии. Её отец, Томас Диллон, был профессором химии. Её мать, Джеральдин Планкетт была сестрой Джозефа Мэри Планкетта, который был активным участником Ирландского восстания 1916 года, арестован и казнён англичанами.
Элис получила образование в католической школе урсулинок в Слайго, некоторое время работал в гостиничном и ресторанном бизнесе. В 1940 году она вышла замуж за преподавателя Университетского колледжа Корка Кормака О’Куллинана, который был на 17 лет старше неё (умер в 1970). У Элис и Кормака было трое детей, двое из которых также стали литераторами. Дочь Элис — поэтесса и профессор дублинского Тринити-колледжа Эйлин Ни Куллинан, сын Элис — Кормак О’Куллинан, также профессор дублинского Тринити-колледжа, пишет романы под псевдонимом Кормак Миллар.
Элис начала своё литературное творчество в 1940-х годах на ирландском, а позже на английском языке, написала ряд романов для детей и подростков, которые имели большой успех, некоторые из которых («Потерянный остров», «Остров Лошадей») переиздавались и через 50 лет после первой публикации.
В 1960-х годах Элис переехала в Рим. После смерти мужа она опубликовала свой самый известный исторический роман «Через горькое море» (англ. Across the Bitter Sea, 1973).
В 1974 году Элис вновь вышла замуж, вторым её мужем был ирландский критик и профессор Вивиан Мерсье (1919—1989).
Элис Диллон умерла в 1994 году и похоронена рядом с В. Мерсье в Кларе, графство Оффали. В память о ней в ирландской литературной премии CBI Book of the Year Awards учреждена номинация имени Элис Диллон за лучшую первую книгу автора для детей.